# Toni Calvo
Antoni Calvo Arandés (Barcelona, 28 maart 1987), beter bekend als Toni Calvo, is een Spaans voetballer. Hij speelt als aanvallende middenvelder bij Anorthosis Famagusta.

## Clubvoetbal
Toni Calvo begon als clubvoetballer bij Gramenet UEA, waarna hij in de jeugdopleiding van FC Barcelona terechtkwam. In de Juvenil A, het hoogste jeugdelftal, won hij in het seizoen 2004/2005 het kampioenschap van de División de Honor, de Copa de Campeones (toernooi tussen de winnaars van de zes regionale groepen van de División Honor) en de Copa del Rey Juvenil. In het seizoen 2005/2006 speelde Toni Calvo voor Barça C. Het seizoen 2006/2007 begon hij eveneens bij dit team, maar de Spanjaard zou in de loop van het seizoen ook met Barça B meespelen. Toni Calvo debuteerde op 31 mei 2007 in het eerste elftal. In de halve finale van de Copa de Catalunya tegen Gimnàstic de Tarragona kwam hij als vervanger van Ludovic Giuly in het veld. In juni 2007 tekende Toni Calvo een contract bij het Griekse Aris Saloniki. FC Barcelona ontving een vergoeding van €150.000,-. Van januari tot juni 2011 werd hij verhuurd aan Parma FC. Na deze uitleenbeurt trok Toni Calvo naar Levski Sofia. In 2012 tekende hij bij Anorthosis Famagusta.

## Nationaal elftal
Toni Calvo won in juli 2006 met het Spaans elftal het EK Onder-19 in Polen, samen met zijn clubgenoten Jeffrén Suárez en Marc Valiente. Op het hoofdtoernooi bereikte Spanje redelijk simpel de finale door in de groepsfase Turkije (5-3), Schotland (4-0) en Portugal (1-1) achter zich te houden en in de halve finale met 5-0 van Oostenrijk te winnen. Calvo scoorde in de eerste wedstrijd tegen Turkije. In de finale werd uiteindelijk met 2-1 gewonnen van Schotland door twee doelpunten Real Madrid-aanvaller Alberto Bueno. In 2007 behoorde Toni Calvo tot de Spaanse selectie voor het WK Onder-20